# Johnny Marr
Johnny Marr (n. 31 octombrie 1963, Manchester, Anglia, Regatul Unit) este un muzician, compozitor și cântăreț. El a atins faima pentru prima dată ca chitarist și co-compozitor al trupei The Smiths, care au fost activi din 1982 până în 1987. De atunci a cântat cu numeroase alte trupe și a început o carieră solo.
Născut și crescut în Manchester, Anglia, Marr și-a format prima trupă la vârsta de 13 ani. A făcut parte din mai multe trupe cu Andy Rourke înainte de a forma Smiths cu Morrissey în 1982. Smiths au obținut succes comercial și au fost aclamați de critici, stilul de chitară pop al lui Marr devenind o parte distinctă a sunetului trupei, dar separat din cauza diferenței personale dintre Morrisey și Marr. De atunci, Marr este membru al The Pretenders, The The, Electronic, Modest Mouse și The Cribs și a devenit un muzician de sesiune prolific, lucrând cu nume precum Kirsty Maccoll, Pet Shop Boys, Talking Heads, Bryan Ferry și Hans Zimmer.
După ce a lansat un album intitulat Boomslang în 2003 sub numele Johnny Marr and the Healers, Marr a lansat primul său album solo, The Messenger, în 2013. Al doilea album solo, Playland, a fost lansat în 2014, urmat de un al treilea, Call the Comet, în 2018. Autobiografia lui Marr a fost publicată în Set the Boy Free.
Descris de Alexis Petridis de la The Guardian drept „cel mai inventiv și distinctiv chitarist al anilor 1980”, Marr a fost votat al patrulea cel mai bun chitarist din ultimii 30 de ani într-un sondaj realizat de BBC în 2010. Phil Alexander, redactor-șef al Mojo, l-a descris drept „probabil ultimul mare stilist de chitară din Marea Britanie”. În 2013, NME l-a onorat pe Marr cu premiul „Godlike Genius”. Chitaristul Billy Duffy, mai târziu membru al The Cult, făcea parte dintr-o trupă de liceu care exersa vizavi de noua casă a lui Marr, iar Marr stătea ascultându-i repetând. A învățat să cânte la chitară cu discuri de vinil LP și un dicționar de acorduri de chitară fără profesor. Marr și-a format prima trupă, Paris Valentinos, la vârsta de 13 ani, alături de Andy Rourke (care a urmat același liceu cu Duffy) și Kevin Williams (mai târziu un actor, cunoscut sub numele de Kevin Kennedy), cântând pentru prima dată la o petrecere Jubilee în Benchill în iunie 1977, cântând pe coverurile The Rolling Stones și Thin Lizzy.
În 1979, a cântat un singur concert la Wythenshawe Forum cu o trupă numită Sister Ray și s-a reunit cu Rourke într-o trupă numită White Dice. White Dice s-a înscris într-un concurs de casete demonstrative organizat de NME și a câștigat o audiție pentru F-Beat Records, la care au participat în aprilie 1980, dar nu au fost semnate. În jurul vârstei de 14 ani, el a început să-și scrie numele „Marr” pentru a simplifica pronunția celor care au avut dificultăți cu numele său de naștere „Maher” și pentru a evita confuzia cu toboșarul Buzzcocks, John Maher.
În octombrie 1980, Marr s-a înscris la Colegiul Wythenshawe și a fost președintele Uniunii studenților lor. White Dice s-a dizolvat în 1981. Marr și Rourke au format apoi o trupă funk, Freak Party, cu Simon Wolstencroft la tobe. În această perioadă, Marr l-a întâlnit pentru prima dată pe Matt Johnson, cu care a colaborat mai târziu.

## The Smiths
La începutul anului 1982, Freak Party a dispărut, nefiind în stare să găsească un cântăreț. Marr l-a abordat pe Rob Allman, cântărețul din White Dice, care l-a sugerat pe Steven Morrissey, un cântăreț al trupei punk de scurtă durată the Nosebleeds. Marr a abordat un prieten comun, Stephen Pomfret, cerându-i să fie prezentat și l-au vizitat pe Morrissey la casa lui din Kings Road, Stretford, în mai.
Cântatul jangly Rickenbacker și Fender Telecaster al lui Marr a devenit sinonim cu sunetul Smiths. Prietenul lui Marr, Andy Rourke, sa alăturat ca basist, iar Mike Joyce a fost recrutat ca baterist. Semnând cu casa de discuri indie Rough Trade Records, ei au lansat primul lor single, "Hand in Glove", pe 13 mai 1983. Până în februarie 1984, baza de fani ai Smiths era suficient de mare pentru a lansa mult așteptatul album de debut al trupei, album pe locul doi în topurile din Marea Britanie. La începutul anului 1985, trupa a lansat cel de-al doilea album, Meat Is Murder. A fost mai strident și politic decât predecesorul său și a fost singurul album al trupei (cu excepția compilațiilor) care a ajuns pe primul loc în topurile din Marea Britanie. În 1985, trupa a încheiat turnee îndelungate în Marea Britanie și SUA în timp ce înregistra următorul album de studio, The Queen Is Dead.
În 1989, revista Spin a evaluat The Queen is Dead drept numărul unu dintre „Cele mai mari albume realizate vreodată”. Spin nu a fost singurul în această desemnare – numeroase publicații periodice îi plasează pe Smiths și albumele lor, în special „The Queen is Dead”, pe primul loc pe cele mai bune liste. NME, de exemplu, i-a numit pe Smiths cea mai importantă trupă rock din toate timpurile. O dispută legală cu Rough Trade întârziase albumul cu aproape șapte luni (a fost finalizat în noiembrie 1985), iar Marr începea să simtă stresul obositor al turneelor și programului de înregistrări al trupei. Mai târziu i-a spus lui „NME”: „„Mai rău pentru uzură” nu a fost jumătate: eram extrem de bolnav. Până la terminarea turneului, totul devenise puțin... periculos. Pur și simplu am băut mai mult decât puteam suporta. Între timp, Rourke a fost concediat din trupă la începutul anului 1986 din cauza consumului de heroină, deși a fost repus în funcție în scurt timp. În ciuda succesului lor continuu, diferențele personale din cadrul trupei – inclusiv relația din ce în ce mai tensionată dintre Morrissey și Marr – i-au văzut pe punctul de a se despărți.
În iulie 1987, Marr a părăsit grupul, iar audițiile pentru a-i găsi un înlocuitor s-au dovedit a fi inutile. Când „Strangeways, Here We Come” (numit după Strangeways Prison, Manchester) a fost lansat în septembrie, trupa se despărțise. Ruperea relației a fost atribuită în principal faptului că Morrissey a devenit enervat de munca lui Marr cu alți artiști și frustrării crescânde a lui Marr față de inflexibilitatea muzicală a lui Morrissey. Referindu-se la melodiile înregistrate în ultima sesiune a grupului împreună (fețele B pentru single-ul „Girlfriend in a Coma”, care a precedat lansarea albumului), Marr a spus „Am scris „I Keep Mine Hidden”, dar „Work Is a Four-Letter Word” l-am urat. Asta a fost ultima picătură, într-adevăr.  În 1989, într-un interviu cu un tânăr fan jurnalistul lui Samuel, Morrissey, a declarat că tînărul ziarist al lui Samuel, un fan al lui BBC de o personalitate managerială și problemele de afaceri au fost de vină pentru eventuala despărțire a trupei. Într-un interviu din 2016, Marr a fost de acord cu acest lucru.
În 1996, bateristul lui Smiths, Mike Joyce, i-a dus pe Morrissey și pe Marr în instanță, argumentând că nu a primit partea echitabilă din redevențele pentru înregistrare și performanță. Morrissey și Marr primiseră cele mai multe dintre redevențele pentru înregistrări și spectacole ale familiei Smith și le-au acordat câte zece la sută lui Joyce și Rourke. Redevențele pentru compoziție nu au fost o problemă, deoarece Rourke și Joyce nu fuseseră niciodată creditați ca compozitori ai trupei. Morrissey și Marr au spus că ceilalți doi membri ai trupei au fost întotdeauna de acord cu această împărțire a drepturilor de autor, dar instanța a decis în favoarea lui Joyce și a ordonat ca acestuia să i se plătească peste 1 milion de lire sterline în plată înapoi și să primească 25% de atunci. 
Marr și Morrissey au declarat în repetate rânduri că nu vor reuni trupa. În 2005, VH1 a încercat să readucă trupa împreună cu trupa, dar și-a abandonat încercarea de „reunire”, dar și-a abandonat spectacolul. Gazda emisiunii, Aamer Haleem, nu a reușit să-l încorporeze pe Morrissey înaintea unui spectacol. În decembrie 2005 a fost anunțat că Johnny Marr and the Healers vor juca la Manchester v Cancer, un spectacol benefic pentru cercetarea cancerului, organizat de Andy Rourke și compania sa de producție, Great Northern Productions. Zvonurile sugerau că o reuniune a lui Smith ar avea loc la acest concert, dar au fost spulberate de Marr pe site-ul său.
Într-un interviu din octombrie 2007 la BBC Radio 5 Live, Marr a sugerat o potențială reformă în viitor, spunând că „s-au întâmplat lucruri mai ciudate, așa că, știi, cine știe?” Marr a continuat spunând că „Nu este mare lucru. Poate că vom face peste 18 sau 32 de ani când toți vom avea nevoie din orice motiv, dar în acest moment Morrissey își face treaba lui, iar eu o fac pe a mea, așa că acesta este răspunsul cu adevărat”. Acesta a fost primul indiciu al unei posibile reuniuni a lui Smith de la Marr, care anterior spusese că reformarea trupei ar fi o idee proastă. Marr și Morrissey s-au întâlnit și au discutat despre posibilitatea unei reuniuni, dar după entuziasmul inițial din partea ambelor părți, niciuna nu a urmărit ideea. 
Cântatul lui Marr la chitară „a fost o piatră uriașă” pentru mai multe trupe din Manchester care i-au urmat pe Smiths. Chitaristul The Stone Roses John Squire a declarat că Marr a avut o influență majoră. Oasis chitaristul principal Noel Gallagher i-a creditat pe Smiths drept o influență, în special pe Marr, pe care l-a descris drept un „vrăjitor al naibii”, afirmând, de asemenea, că „este unic, nu poți cânta la ce cântă.” 
În august 2024, Morrissey a spus într-o postare pe site-ul său că el și Marr au primit o „ofertă profitabilă” pentru a face un turneu în calitate de Smiths în 2025. Cântărețul a spus că a acceptat invitația, dar că Marr nu a răspuns. Marr nu a comentat public, dar a postat recent o poză cu liderul Reform UK, Nigel Farage, pentru a mustra apelurile de a se reuni după reuniunea lui Oasis. Marr a spus anterior în 2016 că politica lui Morrissey s-a aliniat cu cea a lui Farage, glumind că orice potențială reuniune a lui Smith l-ar prezenta pe politician ca chitarist înlocuitor al lor. Săptămâni mai târziu, pe Instagramul oficial al lui Marr, conducerea lui Marr a emis o declarație oficială ca răspuns la afirmațiile lui conform căreia Marr a ignorat oferta, a spus că am ignorat oferta de a face turneul: nu." Declarația lui Marr a clarificat, de asemenea, alte afirmații făcute de echipa lui Morrissey pe site-ul lui Morrissey, cum ar fi că Marr a solicitat dreptul de proprietate 100% asupra drepturilor de proprietate intelectuală și marcă comercială ale Smiths, fără a fi consultat cu Morrissey, în ciuda faptului că „Morrissey singur a creat numele unității muzicale „The Smiths’ în mai 1982”. În declarația lui Marr, s-a clarificat că Marr a descoperit că trupa nu a făcut o încercare de a proteja marca comercială18 Folosind numele trupei, Marr a înregistrat marca exclusiv sub numele său, după ce nu a primit un răspuns de la Morrissey și reprezentanții săi. În ianuarie 2024, Marr a semnat un acord pentru a împărți proprietatea asupra numelui cu Morrissey, un acord pe care Morrissey nu-l urmărește încă, a clarificat că eforturile de a lua marca comercială nu au fost de a face un turneu sub numele lui Smith, cu numele lui Marrsey. ci mai degrabă pur și simplu pentru a proteja numele trupei și utilizarea numelui.

## Post-Smiths

### The Pretenders, The, Electronic (1987–1999)
În august 1987, Marr a fost pentru scurt timp membru oficial al The Pretenders. La sfârșitul lui 1987, a făcut un turneu cu trupa și a apărut pe single-ul „Windows of the World” b/w „1969”. 10 Greatest Riffs. Electronica a fost activă intermitent de-a lungul anilor 1990, lansând ultimul lor album în 1999.

### Lucrul de sesiune (1987–2002)
În 1992, Marr și Billy Duffy au înregistrat o versiune coperta a piesei lui Ennio MorriconeThe Good, the Bad and the Ugly pentru albumul compilație NME Ruby Trax. 
Marr a lucrat ca muzician de ședință și colaborator de scriitor pentru artiști precum Pet Shop Boys, Bryan Ferry, Billy Bragg, Kirsty MacColl, Black Grape, Jane Birkin, Talking Heads,
Marr a cântat la chitară la mai multe melodii Pet Shop Boys; el continuă să aibă apariții pe albumele lor, cu cea mai semnificativă contribuție la „Release” (2002). Singurul remix pe care Marr l-a făcut vreodată a fost pentru Pet Shop Boys — a fost un mix al piesei sale preferate de pe albumul lor din 1987, Actually, numit „I Want to Wake Up”, și a fost lansat ca b-side a piesei din 1993 „Can You Forgive Her?(Can You Forgive Her)?. Mai târziu a lucrat ca muzician invitat la albumul Oasis Heathen Chemistry. 

### Johnny Marr and the Healers (2000–present)
În 2000, Marr l-a recrutat pe tobosarul Zak Starkey (fiul lui Ringo Starr), pe chitaristul Cavewaves Lee Spencer și fostul basist Kula Shaker Alonza Bevan pentru noul său proiect, Johnny Marr and the Healers. Formarea trupei a durat doi ani, deoarece Marr dorea ca membrii să fie aleși „prin chimie”. Albumul lor de debut Boomslang a fost lansat în 2003, cu toate versurile și vocea principală de Marr. Cea mai recentă lansare a lor a fost o piesă descărcabilă gratuit numită „Free Christmas” în decembrie 2011, în timp ce albumul a fost relansat în 2024.

### 7 Worlds Collide (2001–2009)

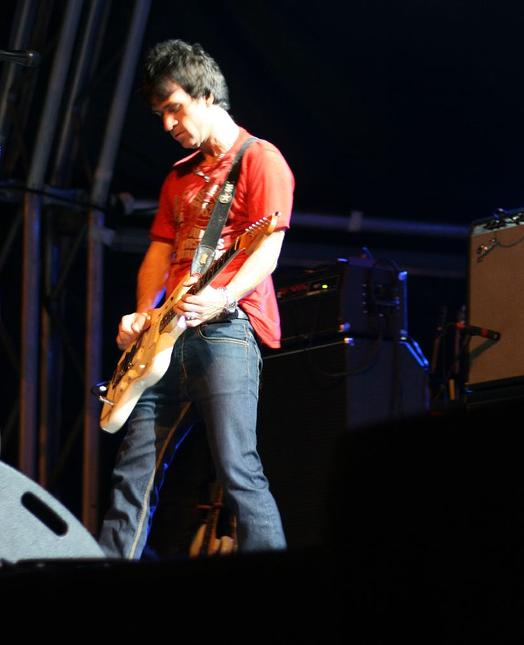
Marr pe scenă în 2007.

Marr a interpretat două cântece ale lui Smiths și muzică de alții cu un supergrup numit 7 Worlds Collide format din membri din Pearl Jam, Radiohead, Split Enz și alții, asamblați de Neil Finn de la Split Enz și Crowded House în 2001. El și cu trupa sa au avut al doilea set de concerte a avut loc în decembrie 2008/ianuarie 2009, iar un album cu material de studio nou intitulat „The Sun Came Out”’ a fost lansat în august 2009 pentru a strânge bani pentru Oxfam.

### Modest Mouse (2006–2009)
Pe lângă munca sa ca artist de înregistrări, Marr a lucrat ca producător de discuri. În 2006, a început să lucreze cu Isaac Brock de la Modest Mouse la melodii care în cele din urmă au fost prezentate pe lansarea trupei din 2007, We Were Dead Before the Ship Even Sank. Ulterior, trupa a anunțat că Marr este un membru cu drepturi depline, iar formația reformată a făcut turnee extinse în perioada 2006–07.
Noul album a ajuns pe primul loc în topurile americane „Billboard” la sfârșitul lunii martie 2007. Pentru Marr, aceasta a fost prima dată când avea un record numărul unu în SUA. Cea mai înaltă poziție în top a fost cu Electronic, care a ajuns în Top 40 în topul single-urilor cu „Getting Away With It”.
În timpul turneului în Los Angeles cu Modest Mouse, Marr a petrecut o zi în studioul de acasă al lui John Frusciante și a contribuit la albumul lui Frusciante The Empyrean. El a înregistrat mai multe piese de chitară pe melodiile „Enough of Me” și „Central”. 

### The Cribs (2008–2011)
File:Johnny_Marr_with_The_Cribs_at_the_9-30_Club.jpg
Marr cântă ca parte a The Cribs la 9:30 Club din Washington, D.C. în 2010.
Marr s-a alăturat the Cribs în 2008, după ce l-a întâlnit pe Gary Jarman când se aflau amândoi în Portland, Oregon. 
În aprilie 2011 s-a confirmat că Marr nu va mai face parte din trupă. Marr, despre care s-a înțeles că va părăsi oficial trupa în ianuarie, a lansat o declarație conform căreia „va lucra în anul următor la material solo sau în anul următor” deci"
Marr s-a întors să se joace cu Cribs în timpul celui de-al doilea dintre cele două spectacole speciale de Crăciun la Leeds Academy pe 19 decembrie 2013.
Format:Clar

### Alte lucrări de sesiune și albume solo (2011-prezent)
La sfârșitul anului 2007, fiica lui Marr, Sonny, a cântat cori pe piesa „Even a Child” de pe albumul Crowded House „Time on Earth”, la care tatăl ei Marr cânta la chitară. El a jucat un rol important în realizarea partiturii pentru science-fiction/dramă film Inception din 2010, care a fost scris și regizat de Christopher Nolan. Folosind o chitară cu 12 corzi, el a produs tonuri melancolice simple, repetitive, care au devenit o temă de caracter pentru protagonist, interpretat de Leonardo DiCaprio. „Am continuat să vin cu această expresie „încărcat”, a spus Marr, „Ai acest personaj care pe tot parcursul filmului are această tulburare de bază”. Colaboratorul de lungă durată a lui Nolan, compozitorul Hans Zimmer, a scris coloana sonoră. El lucrează din 20 iulie 2007 Fender a dezvoltat și proiectat propria chitară. American Songwriter a scris că „Fender a trebuit să-și modifice procesul de producție din cauza unora dintre modificările lui Marr, dar se va vinde în continuare la aproximativ același preț ca și alte Fender fabricate în America.”

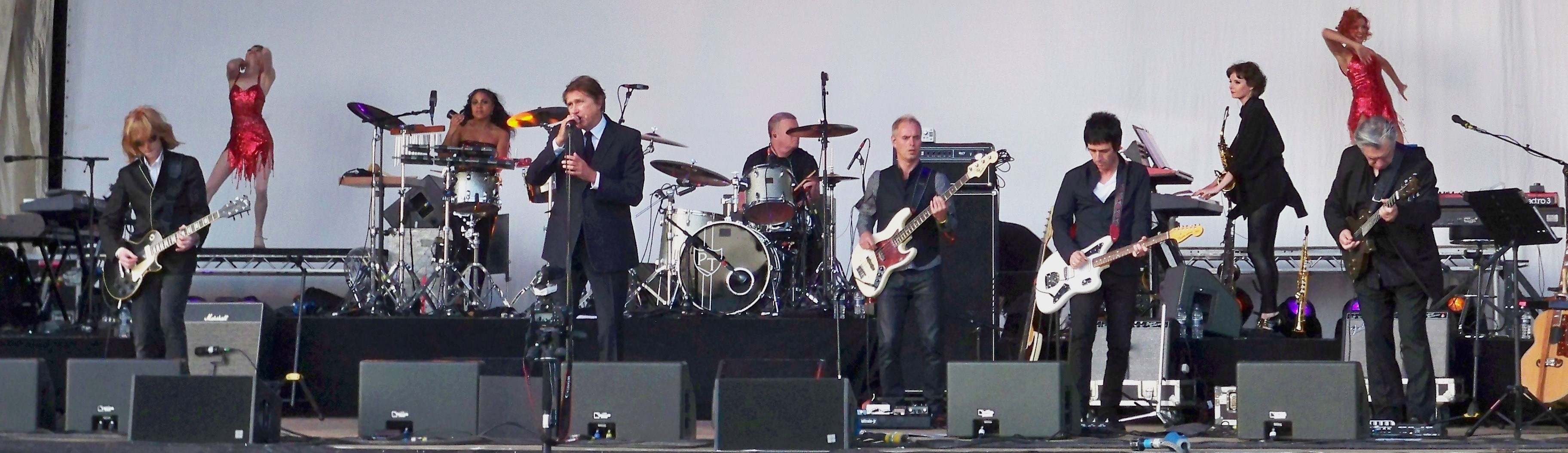
Marr (rândul din față, al patrulea din dreapta) cântând cu Bryan Ferry în 2012.

Pe 25 februarie 2013, Marr și-a lansat albumul solo de debut, The Messenger, în Marea Britanie prin Warner Bros. și pe 26 februarie în SUA prin Sire, albumul a fost precedat de single-ul din Marea Britanie. 18 februarie 2013. Marr a înregistrat muzică pentru filmul The Amazing Spider-Man 2 cu Hans Zimmer, Pharrell Williams, Michael Einziger și David A. Stewart. Webb și Hans Zimmer formează un supergrup pentru „Amazing Spider-Man 2”. 
Cel de-al doilea album solo al lui Marr, intitulat Playland, a fost lansat pe 6 octombrie 2014. El a anunțat, de asemenea, un turneu mondial în jurul lansării albumului „Playland”, care a început în Marea Britanie pe 13 octombrie 2014. Single-ul principal al albumului a fost „Easy Money”. În octombrie 2014, Marr a apărut ca muzician invitat pentru Hans Zimmer la cele două concerte ale sale, Hans Zimmer: Revealed, la Hammersmith Apollo din Londra. În decembrie 2014, Marr a anunțat anularea restului turneului său din SUA, în sprijinul lui Playland, din cauza unei boli a familiei apropiate. În ianuarie 2016, Coasta de Vest și-a anunțat data nouă și reînnoită Turneul „California Jam”, care a avut loc în SUA pe parcursul lunilor februarie și martie 2016.
Marr apare în „Ballad of the Mighty I”, al doilea single din Noel Gallagher's High Flying Birds'Chasing Yesterday, cântând la chitară principală, și s-a alăturat trupei pentru această melodie la un concert la Manchester. Marr a contribuit cu piesa „My Monster” pentru albumul Blondie Pollinator. 
Marr a interpretat un set pe The Other Stage la festivalul de la Glastonbury 2019 pe 29 iunie, și mai târziu s-au alăturat the Killers în timpul titlurilor lor pe Pyramid Stage pentru a cânta la chitară pe „This Charming Man” și din partea trupei "Mr. Brightside encore.
În timp ce Hans Zimmer a compus pentru filmul James Bond, No Time to Die, Marr a fost adus să cânte în partitură. De asemenea, a cântat la chitară în melodia temă interpretată de Billie Eilish și a fost prezent în timpul debutului live al piesei la Brit Awards 2020. În august 2021, Marr a semnat un nou contract de album la nivel mondial cu BMG „Spirit Power & Soul” pe platformele sale de socializare, o melodie preluată din EP, Fever Dreams Pt 1, care a fost lansat pe 15 octombrie 2021. Al patrulea album solo, Fever Dreams Pts 1-4,, care este, de asemenea, primul său LP, dublu este lansat pe 25 februarie 2022. Johnny Marr anunță detalii despre noul său album dublu „Fever Dreams Pts 1-4'. Marr s-ar alătura celor de la The Killers pentru turneul lor din 2022 pentru a promova albumul din 2020 Imploding the Mirage, oferind un act de deschidere pentru datele turneului american și, de asemenea, alăturându-se celor de la The Killers și într-o coperta Brightside M. Smith. Data turneului din Los Angeles i-a văzut pe Killers și Marr cântând și pe scenă alături de fostul chitarist Fleetwood Mac Lindsey Buckingham.
În noiembrie 2023, a fost lansat albumul „Spirit Power: The Best Of Johnny Marr”, care a inclus momente importante din cele patru albume solo ale sale plus două noi înregistrări de studio și turneul în 2024.

## Stil și influențe
Cele mai mari trei influențe ale lui Marr în domeniul chitarei au fost Nile Rodgers, Bert Jansch și James Williamson de la The Stooges. Chitara sa zornăitoare în cadrul trupei Smiths a fost influențată de Neil Young și Danny Whitten de la Crazy Horse și de James Honeyman-Scott de la The Pretenders. De asemenea, a afirmat că George Harrison de la The Beatles, în special interpretarea sa în „Ticket to Ride”, l-a inspirat să cânte la chitare Rickenbacker cu 12 corzi.
În perioada petrecută în cadrul trupei Smiths, Marr își acorda adesea chitara cu un ton mai sus, până la Fa♯, pentru a se adapta gamei vocale a lui Morrissey și folosea și acordaje deschise. Este cunoscut pentru crearea de melodii arpegiate și (uneori) progresii de acorduri neobișnuite și folosește pe scară largă acordurile deschise în timp ce interpretează acorduri pentru a crea sunete sonore. Când cânta cu Smiths, dorea să cânte muzică pop. „100% din concentrarea mea a fost pe a oferi refrene interesante la chitară și pe a da un fel de notă spațială rolului chitaristului. Chitaristul pop se combina cu profesorul nebun. Așa mă consideram eu.” Într-un interviu din 2007 pentru BBC, Marr a spus că scopul său cu The Smiths era să-și „reducă” stilul și să evite clișeele chitarei rock.
Citând producătorul Phil Spector ca influență, Marr a spus: „Îmi place ideea discurilor, chiar și a celor cu mult spațiu, care sună «simfonic». Îmi place ideea ca toți muzicienii să se contopească într-o singură atmosferă”. Marr a fost influențat și de Rory Gallagher, Pete Townshend de la The Who, Jimi Hendrix, John McGeoch de la Magazine și Siouxsie and the Banshees și John McLaughlin, pe care l-a numit „cel mai mare chitarist care a trăit vreodată”. Când a format trupa The Smiths, The Velvet Underground a fost o influență cheie, alături de Keith Richards de la The Rolling Stones. Marc Bolan de la T. Rex a avut, de asemenea, un impact puternic asupra lui datorită ritmului și sunetului care îl amețea pe ascultător. El a explicat: „Încerc să mă gândesc la chitară de-a lungul spectrului dintre James Williamson, care a fost în Stooges în timpul erei Raw Power, pe de o parte, și John McLaughlin și albumul său solo, My Goal's Beyond. Îmi place tot spectrul dintre ele, și anume - și este - Richard Lloyd de la Television, John McGeoch de la Siouxsie and the Banshees, Nile Rodgers. Pentru mine, acești oameni sunt magicieni și artiști.”
Când Marr a început să cânte ca artist solo în 2012, a spus: „[Solistii] cu care m-am identificat au fost Peter Perrett, Colin Newman, Pete Shelsley, Siouxsie Sioux. Cântau din minte și aveau integritate.” El a adăugat: „Nu sunt absolut interesat să fiu solistul unei trupe care îmi dezgolește sufletul sau sentimentele în cântec. Siouxsie Sioux, sau Ray Davies, sau Howard Devoto nu cântă dintr-un loc ciudat, ciudat, sentimental. Ce e rău în a cânta din creier?”.

## Chitări
File:AIM_independent_music_awards_2019_26.jpg
Marr cântând la o chitară Fender Jaguar la Premiile AIM 2019
Marr a folosit o varietate de chitare de-a lungul carierei sale, dar acestea sunt cele mai notabile instrumente ale sale:
- Fender Jaguar – Cântă la o chitară Jaguar din 2005, iar în 2012 Fender a lansat Johnny Marr Signature Fender Jaguar, care are mai multe modificări, inclusiv pick-up-uri personalizate Johnny Marr cu voce specială de la Bare Knuckle Pickups și un comutator cu lamă în patru poziții.

- Rickenbacker 330 – Această chitară este cel mai adesea asociată cu Marr datorită sunetului său „zgârâitor” pentru care este cunoscut. A cântat la ea cu The Smiths și poate fi văzută și în videoclipul promoțional pentru „Vivid” de la Electronic. De asemenea, deține un model „360” cu 12 corzi care a aparținut lui Pete Townshend. Marr a recunoscut că multe dintre melodiile despre care se credea că au fost înregistrate pe această chitară Rickenbacker au fost, de fapt, înregistrate pe o chitară Fender Telecaster.

- Fender Stratocaster - Marr a folosit o chitară Fender Stratocaster din 1962 pentru a înregistra „There Is a Light That Never Goes Out” și pentru o mare parte din turneele trupei Smiths din 1986 în Marea Britanie și SUA. De asemenea, a folosit o chitară Fender Stratocaster din 1963 pentru a înregistra „The Boy with a Thorn in his Side”, care a fost una dintre chitarele sale principale din turneul din 1986. Marr a deținut și o chitară Fender Stratocaster Sunburst din 1965, cu numărul de serie L68296, care a ajuns în cele din urmă în posesia chitaristului de la Oasis, Noel Gallagher.

- Fender Telecaster - deși Marr a fost asociat cu Rickenbacker 330, a recunoscut că multe dintre melodiile „zgârâitoare” înregistrate de Smiths au fost de fapt realizate cu Telecaster-ul din 1954 al lui John Porter, inclusiv „This Charming Man”.

- Gibson Les Paul – Marr deține mai multe, inclusiv un model rar din 1960. Chitara sa Les Paul roșu cardinal a fost achiziționată în 1984 și a fost folosită pe scară largă cu Smiths și cu The The, apărând în videoclipul piesei „Dogs of Lust”. Acum a adăugat un sistem tremolo Bigsby la această chitară, precum și pick-up-uri Seymour Duncan cu bobine. I-a dat modelul său din 1960 (deținut anterior și de Pete Townshend) lui Noel Gallagher în anii de formare a lui Oasis. Gallagher a rupt gâtul chitarei lovind un fan care a sărit pe scenă. Marr i-a dat apoi lui Gallagher încă o chitară Gibson Les Paul vintage (neagră) (folosită la o mare parte din The Queen is Dead), astfel încât Oasis să poată continua turneele.

- Gibson ES-355 – Modelul său roșu-cireș a fost folosit intens cu trupa The Smiths în 1984 și i-a inspirat pe chitaristul trupei Suede, Bernard Butler, și pe Noel Gallagher, să-și cumpere una. A fost cumpărată pentru el de Seymour Stein în New York, ca un stimulent pentru ca trupa Smiths să semneze cu casa sa de discuri, Sire Records. De asemenea, deține un model negru, care apare în videoclipurile pieselor „Forbidden City” și „For You” de la Electronic, și un model sunburst, cu 12 corzi, care a fost folosit intens pe ultimul LP al trupei The Smiths, Strangeways, Here We Come. Acest model cu 12 corzi i-a fost dat ulterior lui Bernard Butler.

- Gibson SG – Marr a folosit o SG roșu-cireș ca chitară principală când cânta cu The Healers. Deține și o SG blondă, unică.

- Fender Jazzmaster – Marr a folosit mai multe chitare Jazzmaster în timp ce era membru al trupei Modest Mouse.

Marr deține 132 de chitare. În septembrie 2023, a fost publicată o carte intitulată „Chitarele lui Marr”, care prezenta 53 dintre chitarele sale electrice și acustice preferate.

### Amplificatoare și efecte
Marr a folosit aproape exclusiv amplificatoare Fender de-a lungul carierei sale. În perioada petrecută la Smiths, a folosit un Twin Reverb, un Deluxe Reverb și un Bassman, printre altele. De asemenea, a folosit un Fender Champ cu The The și Cribs. Când cânta cu Cribs, folosea un Super Reverb. Dragostea lui Marr pentru sunetul Fender continuă și astăzi cu Deluxe Reverb. A folosit și alte amplificatoare, inclusiv cabinetele Roland JC-120, Vox AC30, Mesa Boogie și Marshall. Marr folosește de obicei unități de efecte Boss, în special efectul chorus CE-2 al companiei, pedala wah wah touch TW-1 și pedala overdrive OD-2.

## Recunoaștere
File:Johnny_Marr_2_(7514108176).jpg
Marr la Universitatea din Salford în 2012
În 2007, Marr a fost numit profesor invitat de muzică la Universitatea din Salford, unde a ținut o prelegere inaugurală (pe 4 noiembrie 2008) și o serie de ateliere și cursuri de master pentru studenții programului BA (Hons) Muzică Populară și Înregistrare.
Pe 19 iulie 2012, a primit un doctorat onorific de la Universitatea din Salford pentru „realizări remarcabile” și „schimbarea feței muzicii britanice de chitară”. În 2013, Marr a primit premiul „Godlike Genius” al NME. Revista a declarat: „Nemulțumindu-se să rescrie istoria muzicii cu una dintre cele mai mari trupe din lume, The Smiths, el a continuat să depășească limitele și să evolueze de-a lungul carierei sale, lucrând cu unii dintre cei mai buni și mai interesanți artiști de pe planetă.”
Pe 3 noiembrie 2018, Marr a dezvelit o placă comemorativă în orașul natal al părinților săi, Athy, în comitatul Kildare, Irlanda. Aceasta a făcut parte din proiectul Made of Athy.
Johnny Marr se întoarce la Athy pentru a accepta premiul Made of Athy
Pe 19 ianuarie 2021, Marr a primit premiul Boss pentru întreaga carieră în cadrul târgului comercial NAMM al industriei muzicale.

## În cultura populară
Marr a fost subiectul principal al single-ului din 2007 „Johnny Marr” al cântăreței canadiene Carole Pope, fostă membră a trupei Rough Trade. Pope și-a descris inspirația și alegerea lui Marr astfel: „Deveneam nostalgică, lucru pe care nu-l simt niciodată cu adevărat, în legătură cu viața pe o anumită stradă din Toronto în anii '80. The Smiths au fost coloana sonoră a acelei vremuri. Îl iubesc [...] pe Morrissey, dar știu că e o problemă.”
Marr este subiectul piesei „Johnny Marr Is Dead” de Brian Jonestown Massacre, dar nu este menționat în versuri. De asemenea, este subiectul single-ului din 2003 al lui Clear, care satirizează industria muzicală, „Johnny Marr Was a Mistake”. Este menționat în single-ul din 1988 „John Kettley Is a Weatherman” al trupei britanice A Tribe of Toffs.
Marr este interpretat de Laurie Kynaston în filmul biografic despre Morrissey, England Is Mine (2017).

## Viața personală
Marr și soția sa, Angie, sunt împreună din 1979, înainte ca trupa Smiths să se înființeze. Au doi copii, Sonny și Nile Marr. Nile este, de asemenea, muzician și a fost solistul trupei Man Made înainte de a începe cariera solo. După ce a locuit în Portland, Oregon, mai bine de cinci ani, familia s-a întors în Marea Britanie pentru ca Marr să-și înregistreze albumul solo la Manchester.
Marr a renunțat la consumul de carne în jurul anului 1985, în semn de solidaritate cu Morrissey și Angie. El a declarat: „Nu este o idee bună să ai un album numărul unu numit Meat Is Murder și să fii văzut mâncând un sandviș cu bacon.” După ce a întâlnit grupul de rap american Naughty by Nature, a fost inspirat de filosofia lor de putere prin sănătate și, la scurt timp după aceea, a renunțat la băutură și fumat și s-a convertit la veganism. Marr este un alergător pasionat și a terminat Maratonul de la New York din 2010 într-un timp de 3:54:18. Marr este suporter al echipei Manchester City F.C. din 1972, și a fost văzut participând la meciuri. Marr este patron al Societății Moderniste din Manchester.
Marr a spus că nu se consideră englez sau britanic, spunând: „Oricine își amintește de ultimii 30 de ani de carieră va ști că m-am descris întotdeauna ca fiind irlandez mancunian. Am fost primul din familia mea care s-a născut în Anglia. Nu m-am descris niciodată ca fiind britanic sau englez. Sunt fie mancunian, fie irlandez mancunian – aceasta este o cultură și o naționalitate în sine.”

## Discografie

### Albume de studio
- The Messenger (2012)
- Playland (2014)
- Call the Comet (2018)
- Fever Dreams Pts 1–4 (2022)

### Albume live
- Adrenalin Baby (2015)
- Comet Tripper – Live la Roundhouse (2018)
- Comet Tripper – Live în Manchester (2018)
- Look Out Live! (2025)

### Albume compilație
- Single Life (2019)
- Spirit Power: The Best of Johnny Marr (2023)

### The Smiths
- The Smiths (1984)
- Meat Is Murder (1985)
- The Queen Is Dead (1986)
- The World Won't Listen (1987)
- Strangeways, Here We Come (1988)
- Stop Me (1988)
- Rank (1988)
- Best I (1992)
- Best II (1992)
- Singles (1995)
- The Very Best of The Smiths (2001)
- The Sound of The Smiths (2008)
- The Smiths Singles Box (2008)
- Complete (2011)

### The The
- Mind Bomb (1989)
- Dusk (1993)
- 45 RPM (2002)
- London Town Box Set (2002)

### Electronic
- Electronic (1991)
- Raise the Pressure (1996)
- Twisted Tenderness (1999)
- Get the Message – The Best of Electronic (2006)

### 7 Worlds Collide
- 7 Worlds Collide 2001
- The Sun Came Out (2009)

===Johnny Marr + The Healers=== *Boomslang (2003) 

### Modest Mouse
- We Were Dead Before the Ship Even Sank (2007)
- No One's First, and You're Next (2009)

### The Cribs
- Ignore the Ignorant (2009)
- Payola: 2002–2012 (2013)

### Single-uri (ca muzician invitat)
- Everything But The Girl "Native Land" (1984)
- Quando Quango "Atom Rock", "Triangle" (1984)
- Sandie Shaw "Hand In Glove", "I Don't Owe You Anything", "Jeane" (1984)
- Billy Bragg "Levi Stubbs' Tears"

apare pe partea B a piesei "Walk Away Renée" (1986)
- Billy Bragg "Greetings to the New Brunette" (1986)

Bryan Ferry "The Right Stuff" (1987) (co-scris)
Bryan Ferry Bête Noire, "Kiss and Tell", "Limbo" (1988)
- Talking Heads "Nothing But Flowers" (1988)
- Kirsty MacColl "Days" (1989)
- Stex "Still Feel The Rain" (1990)
- Kirsty MacColl "Walking Down Madison" (co-scris) co-scris) (1991)

Billy Bragg „Sexuality” (de asemenea, co-scris) (1991)
Banderas „This Is Your Life” (1991)
- Kirsty MacColl „Can't Stop Killing You” (doar ca co-scris) (1993)
- Denise Johnson „Rays Of The Rising Sun” (1994)
- Pet Shop Boys „Liberation”

apare pe partea B „Decadence” (1995)
- Electrafixion „Lowdown” (doar ca co-scris) (1995)
- Black Grape „Fat Neck” (1996)
- Billy Bragg „The Boy Done Good” (de asemenea, co-scris) (1997)
- England United „(How Does It Feel To Be) On The Top Of The World” (doar ca co-scris) (1998)
- Marion „Miyako Hideaway” (de asemenea, co-scris)

alb-negru „Speechless” „We Love Everything”
„Minus You” „Promise Q” (co-scris și) (1998)
„Home And Dry” de la Pet Shop Boys
„I Get Along”, „Searching for the Face of Jesus” (2002)
„Between Two Islands” (2002)
- Beth Orton „Concrete Sky” (doar ca și co-scenarist) Day breaker (2002)
- Haven „Tell Me”

apare pe fețele B ale pieselor „Whatever Feels Right” și „I am Leaving” (2003)
- „Wouldn't Change a Thing”, „More Than I Said” All for a Reason,„Change Direction” (2004)
- Pet Shop Boys „Flamboyant”

apare pe fețele B ale pieselor „I Didn't Get Where I Am Today” Pop Art (2006)
- Transit Kings „America Is Unavailable” Living In A Giant Candle Winking At God (2006)
- Crowded House „Don't Stop Now” Time On Earth (2007)
- Pet Shop Boys „Did You See Me Coming?”, „Beautiful People” (2009)
- Bryan Ferry „Loop De Li” Avonmore (2014)
- Tim Wheeler „Sheltered Youth” e.p.

apare pe piesa „Ariadna” (2014)
- Noel Gallagher's High Flying Birds „Ballad Of The Mighty I” Chasing Yesterday (2015)
- The Charlatans „Plastic Machinery” Different Days (2017)
- Blondie „Fun”

apare pe partea B „My Monster” (a compus și) Pollinator (2017)
- Noel Gallagher's High Flying Birds „If Love Is The Law” Who Built The Moon? (2018)
- A Certain Ratio „Shack Up” (2019)
- The Avalanches „The Divine Chord” We Will Always Love You

Billie Eilish „No Time to Die” (2020)
- Blitz Vega „Strong Forever” (2022)
- Noel Gallagher's High Flying Birds „Pretty Boy”, "Council Skies"

„Open The Door, See What You Find” (2023)
- Franz Ferdinand „Build It Up” (2025)

1. ↑  „Johnny Marr”, Gemeinsame Normdatei, accesat în 13 decembrie 2014
2. ↑  Autoritatea BnF, accesat în 10 octombrie 2015
3. ↑  Phelan, Laurence (18 iulie 1999). „Cum ne-am cunoscut: Johnny Marr și Bernard Sumner”. Parametru necunoscut |site-ul web= ignorat (ajutor)
4. ↑  {refname /]{ref generated2]. revista |last=Hendrickson |first=Matt |data=1999-10-14 |title=Beck este în studio, înregistrând „Midnite Vultures” |url=https://www.rollingstone.com/music/music-news/beck-is-in-the-studio-recording-midnite-vultures-244056-244056-244056]=[[/>Rollingstone cântă la chitară Stonegazine]=[[/>| patru melodii de pe ultimul album al Talking Heads, „Naked”, inclusiv single-ul „(Nothing But) Flowers”, iar el apare în mod proeminent în videoclipul respectiv al cântecului. |url=https://www.pastemagazine.com/music/johnny-marr/10-great-johnny-marr-guitar-riffs/ |access-date=9 martie 2023 |website=Pastemagazine.com |language=ro}}
5. ↑  Deusner, Stephen M. „7 The Sun Came Collage: The Sun World]”. Pitchfork (în engleză). Accesat în 14 august 2024.
6. ↑  „Isaac Brock colaborează cu Johnny Marr”. Billboard.com. 3 februarie 2006. Accesat în 23 ianuarie 2013.
7. ↑  Robin, Murray Open House. Clash Magazine (în engleză) https://www.clashmusic.com/live/modest-mouse-for-open-house/. Accesat în 14 august 2024. Parametru necunoscut |-date= ignorat (ajutor); Lipsește sau este vid: |title= (ajutor)
8. ↑  „Johnny Marr vorbește cu Debbie Harry și Spiderman cu Absolute Radio la NME Awards 2014”. Capital Radio. 26 februarie 2014. Arhivat din original la 2 noiembrie 2021. Accesat în 27 februarie 2014.